# Borut Peternelj
Borut Peternelj -  Amper-O-Mat, slovenski skladatelj, glasbenik in umetnik, * 20. maj 1976, Celje.
Je producent, ki pri svojem ustvarjanju uporablja predvsem predhodnika sintetizatorja - oscilator. Igra tudi na ozvočeno kuhinjsko strgalo, njegova glasbila pa so še kitara, fretless bas kitara in cajon. Je tudi bobnar in tolkalist. Najznačilnejša zanj je improvizacija v ustvarjanju. Enega izmed prvih javnih nastopov je imel na Noise festivalu 2004, ki ga je organiziralo ljubljansko Društvo za Razvoj Mladinske Kulture. Temu je v letu 2004 in 2005 sledil niz koncertnih nastopov po Sloveniji z legendarnimi nojzerji Gen 26 in Sist En 343. V letu 2008 je nastopil na Klubskem maratonu ljubljanskega Radia Študent. Istega leta ga je k enakopravnemu sodelovanju povabil Aleksander Cepuš in za založbo Slušaj Najglasnije (Zagreb) sta posnela serijo albumov. To založbo je postavil na noge Zdenko Franjić, ki je odkril legendarne zasedbe, kot so Majke, Messerschmitt, Bambi Molesters, Spoons, Satan Panonski in mnoge druge s celega sveta.

## Diskografija
- Amper-O-Mat / Systinfernale (samozaložba, 2002)
- Amper-O-Mat / Šitstaf (samozaložba, 2003)
- Amper-O-Mat / Parasequentor (samozaložba, 2004)
- Amper-O-Mat / Sonometria (samozaložba, 2004)
- Amper-O-Mat / Kaos, Disfunkcija, Telo-Mehanizem (samozaložba, 2004)
- Amper-O-Mat & Gen 26 / Live in Kljub Celje split CD-R (Kljub Celje, 2004)
- Amper-O-Mat / Nucleotron (samozaložba, 2005)
- Amper-O-Mat / Dispiritia (samozaložba, 2007)
- Actooon & Amper-O-Mat / Kat
- Actooon & Amper-O-Mat / Ovulation
- Actooon & Amper-O-Mat / Uh
- Actooon & Amper-O-Mat / Pip strip
- Actooon & Amper-O-Mat / Grah Greh
- Actooon & Amper-O-Mat / Surf Ovulation Surfers
- Amper-O-Mat/Function:Disorder
- (vsi albumi : Zagreb, Slušaj Najglasnije, 2008)
- Aaron Hull & Amper-O-Mat & Mattin with Torturing Nurse – 3 Way Split CD-R ([&], 2008)
- Amper-O-Mat / Mechanical Funeral (Slušaj Najglasnije, 2009)
- Amper-O-Mat / Psykymetical Doom (Slušaj Najglasnije, 2010)
- Amper-O-Mat / Nuclear Cybernetix (Slušaj Najglasnije, 2010)
- Amper-O-Mat / By The Ruins Of Babillon (Slušaj Najglasnije, 2011)
- Amper-O-Mat / Involutio Del Silentia (samozaložba, 2013)
- Amper-O-Mat & Luxury Mollusc & Bruising Pattern / Harsh Noise London #5: The Gherkin – 3 Way Split kaseta (Harsh Noise London, 2017)
- Amper-O-Mat & HOMExINVASION / Harsh Noise London #26: The Vase – Split kaseta (Harsh Noise London, 2020)